# Maria Dolors Laffitte i Masjoan
Dolors Laffitte i Masjoan (Roda de Ter, 1949 - Girona, 15 de febrer de 2008), també coneguda com a Maria Laffitte des del 1996, va ser una cantant catalana, cofundadora del Tradicionàrius i membre d'Ara Va de Bo i d'Els Trobadors. Va residir a Barcelona, Piera, Vilert, Banyoles i Girona. Com a intèrpret, va destacar per la bellesa del color de la seva veu (una de les més personals de la cançó en català), per la claredat de la seva dicció i per la capacitat de matisos de la seva expressivitat.

## Biografia
Laffitte va néixer el 1949 a Roda de Ter en una família d'origen occità per part del pare. De ben jove va entrar a treballar en una fàbrica com el seu veí Miquel Martí i Pol. Va assistir a l'escola de monges de Manlleu.
Quan va començar la seva carrera professional va marxar a Barcelona, Piera, diferents poblacions del Pla de l'Estany i Girona, on va passar els últims anys. Es considerava una trobadora catalana i una artista vocacional. Va començar a cantar en públic als vuit anys a l'escola de Manlleu. Va entrar a treballar al sector tèxtil des de molt joveneta i ho combina amb la seva vocació artística.
Als 18 anys va publicar el seu primer disc immersa dins del moviment reivindicatiu cultural de la Nova Cançó i en els entorns del grup Els Setze Jutges. La seva trajectòria sempre va estar vinculada a l'ús del català en la música i va recuperar bona part del nostre poemari tradicional. Va fer recerca sobre els poetes catalans i la música antiga, com l'occitana, la sefardí o els místics i religiosos, com Verdaguer o Llull. Dolors Laffitte es va convertir en un referent europeu en el seu camp i sovint se la va convidar a participar en projectes d'intèrprets internacionals. Tot i així, la seva carrera va ser ignorada o silenciada a partir dels anys 80.
Als divuit, amb la cançó A cara o creu, va quedar segona amb Lluís Llach al I Festival de la Cançó de Barcelona, un certamen internacional semblant al d'Eurovisió. El seu va ser el disc català de l'any. També el 1968 va publicar el seu primer disc, amb cançons occitanes contemporànies, sota l'estímul de Josep Maria Espinàs, que li va adaptar diverses cançons estrangeres (com una memorable versió d'Els vells, de Jacques Brel) i va escriure sobre ella: «No és gens exagerat de dir que Maria Laffitte té totes les condicions (veu, sensibilitat i recursos) que caracteritzen una cantant d'excepció. Només cal escoltar-la».
Va cantar cançons que per a ella van escriure Lluís Llach, Maria del Mar Bonet, Ramon Muntaner, Teresa Rebull, Maria Aurèlia Capmany, Ovidi Montllor, Toni Llovet, etc. També va recuperar cançons tradicionals pels infants i fundà els grups Ara va de bo als anys 70 i L'Arc en el cel als 80, on assolí una gran estimació entre els més petits. També va fundar el grup de música culta Ensamble Llull, on recuperà instruments antics.
Va debutar en el teatre, en les obres Bestiari (1972), de Pere Quart, produïda per La Trinca i amb Miguel Cots, i en les sessions de teatre de Ca-Barret de La Cova del Drac de Barcelona.
El 1991 funda el grup Els Trobadors amb el pare dels seus dos fills, A. Encinas, amb temes de Ramon Llull que, en ser tan ben interpretats, seran recuperats per Lorena McKennitt en el seu treball The mask and mirror (1994).
Va col·laborar amb moltes formacions musicals i cantautors com Las Madres del Cordero de Moncho Alpuente, Hilario Camacho, L'ham de Foc, o L'Albera. Va ser fundadora del moviment del Tradicionàrius i de la Fundació Cultural Pangea Music. Va rebre diferents premis, i va actuar amb èxit al Canadà, l'Índia, Veneçuela i altres estats. Entre la seva extensa discografia sobresurten els seus primers elepés, Varietat de varietats (1973) i Hello, Dolors! (1975), una producció molt curiosa de La Trinca enregistrada amb cançons que van compondre expressament per a ella Lluís Llach, Maria del Mar Bonet i altres cantants catalans.
Va formar part dels grups Ara Va de Bo, La Corranda, L'Arc en el Cel, Ensemble Llull, Joi de Trobar i Els Trobadors, fundat amb Alfons Encinas, pare dels seus fills Míriam i Pau, també músics. Amb Et ades sera l'alba, el disc que va publicar el 1991 amb Els Trobadors, va aconseguir una remarcable projecció arreu del món entre els circuits de la música de la nova era i va obtenir el reconeixement d'artistes importants, com Loreena McKennitt o Paul Horn, amb qui va compartir escenari. Va col·laborar en discos o altres projectes amb Oni Wytars, Katharco, Unicorn i Accentus, formacions referencials del panorama europeu de la música antiga. També va col·laborar amb Las Madres del Cordero (una banda de Moncho Alpuente), Hilario Camacho, L'Ham de Foc i L'Albera.
Va oferir recitals de cançó d'autor, de cançó tradicional, de lírica trobadoresca, de música medieval, de música antiga, de cançons sefardites, de poesia catalana (va ser una de les més tenaces divulgadores de les obres poètiques de Miquel Martí i Pol, Josep Palau i Fabre, Jacint Verdaguer i Ramon Llull) i occitana, i d'animació per a infants. També va treballar a la ràdio, la televisió i el teatre, en els espectacles musicals Bestiari, muntatge sobre textos de Pere Quart ideat per La Trinca, i Rocky Horror Show, dirigit per Ventura Pons. Va ser cofundadora del festival Tradicionàrius i de l'associació cultural Pangea Music, amb qui organitzava el Cicle de Concerts de La Llum al Romànic. Va presentar sessions de musicoteràpia. Les seves cançons evocaven sovint els animals. Atreta per la natura, interessada en la recerca espiritual i compromesa socialment, va formar part en diverses ocasions de candidatures d'organitzacions ecologistes en convocatòries polítiques. Col·laborant als inicis de la revista Integral i amb el Dia de la Terra (n'era la vice-presidenta). La jovialitat, l'alegria, el dinamisme, la bondat i l'altruisme són alguns dels trets que van definir la seva personalitat.
Després de molts anys de presentar-se en públic amb el nom de Dolors Laffitte, el 1996 va adoptar el de Maria Dolors Laffitte abans d'acabar triant el definitiu de Maria Laffitte. «Prefereixo pensar que abans quan em cridaven em deien D'olors. Afegint l'apòstrof, es converteixen els Dolors en olors i sempre és més agradable. En tot cas, m'he volgut treure del damunt tots els dolors de la meva vida, començant pel del nom», explicava.
Va participar en formacions polítiques ecologistes com en les llistes d'Els Verds-Alternativa Verda (EV-AV) en els darrers anys de la seva vida. A les eleccions municipals de l'any 1999 a Banyoles, Laffitte es va presentar com a cap de llista pel Partit per la Independència. Tot i això, no va obtenir representació al consistori banyolí.
Va morir el 15 de febrer de 2008 a l'Hospital Josep Trueta de Girona. El 21 de febrer se li va retre homenatge a l'església Santa Maria de Porqueres.